# Tibangara
Genre
Synonymes
- Tachus Sørensen, 1932 nec Jurine, 1807
- Tachusina Strand, 1942

Tibangara est un genre d'opilions laniatores de la famille des Cryptogeobiidae.

## Distribution
Les espèces de ce genre sont endémiques du Brésil. Elles se rencontrent dans les États de Rio de Janeiro, de São Paulo, du Paraná et de Santa Catarina.

## Liste des espèces
Selon World Catalogue of Opiliones (14/08/2021) :
- Tibangara cocaiensis (Soares, 1972)
- Tibangara fuscomaculata (Soares & Soares, 1947)
- Tibangara keyserlingii (Sørensen, 1932)
- Tibangara nephelina Mello-Leitão, 1940
- Tibangara soerenseni (Soares & Soares, 1954)

## Publication originale
- Mello-Leitão, 1940 : « Mais alguns novos opiliões Sul-Americanos. » Annaes da Academia Brasileira de Sciencias, vol. 12, no 2, p. 93–107.